# Grignasco
Grignasco (piemontiul: Grignasch) település Olaszországban, Piemont régióban, Novara megyében. Lakosainak száma 4302 fő (2023. január 1.). Grignasco Borgosesia, Serravalle Sesia, Boca, Prato Sesia és Valduggia községekkel határos.

## Népesség
A település lakossága az elmúlt években az alábbi módon változott:
| Lakosok száma | 4543 | 4506 | 4302 |
|               | 2017 | 2018 | 2023 |